# Pepel in kri
Pepel in kri je bila vokalno-instrumentalna zasedba popularne glasbe, ustanovljena v sedemdesetih letih dvajsetega stoletja.

## Zgodovina
Skupina je nastala decembra 1974, ko je idejni vodja Tadej Hrušovar po razpadu skupine Bele vrane prišel na idejo, da bi sestavil skupino iz članov tedaj že popularnih zasedb. Skupino je najprej poimenoval Zbor Tadeja Hrušovarja. Dušan Velkaverh je 1975 na Festivalu slovenske popevke v čast obletnici osvoboditve dal ime skupini Pepel in kri (po verzu o pepelu in krvi, iz katerih je nastala država). Skupina je dosegla velik uspeh že istega leta s skladbo »Dan ljubezni«, s katero je zmagala na Opatijskem festivalu in si s tem zagotovila sodelovanje na tekmovanju za Pesem Evrovizije v Stockholmu, na katerem so zasedli 13. mesto.
Pri Zimskih olimpijskih igrah leta 1984 v Sarajevu so sodelovali kot vokalisti za skladbe, uporabljene na otvoritveni in sklepni slovesnosti iger ("Pozdrav sportistima svijeta" in "Lijepo je bilo u Sarajevu").
Skupina je sodelovala na vseh najpomembnejših festivalih tedanje Jugoslavije ter prejela vrsto nagrad strokovnih žirij in občinstva. Najbolj odmevna je bila zmaga na Splitskem festivalu s skladbo »Samo tvoje ime znam« ter sodelovanje pri zmagovalni skladbi izbora za Pesem Evrovizije leta 1990 v Zagrebu, na katerem je skupina skupaj z Miranom Rudanom spremljala italijanskega pevca Tota Cotugna. Pred tem, istega leta, so prav tako spremljali pevca Johnnyja Logana, ki je kot dotlej edini dvakratni zmagovalec na tekmovanju za Pesem Evrovizije nastopil kot posebni gost na Jugoviziji, jugoslovanskem izboru za predstavnika na tekmovanju za Pesem Evrovizije.

### Izvorna zasedba
- Tadej (Dejvi) Hrušovar,
- Ditka Haberl,
- Ivo Mojzer,
- Oto Pestner,
- Dušan Velkaverh
- Nada Žgur

Kasneje je Pestnerja nadomestil Edvin Fliser, ki je pred tem nastopal kot solist in še pred tem v zasedbi Rdeči dečki iz Maribora. V določenem obdobju je v skupini nastopalo tudi 11, po nekaterih podatkih tudi 12 članov. Dolga leta je imela skupina šest aktivnih članov, pozneje pa štiri.
Skupina Pepel in Kri je imela vrsto turnej in televizijskih snemanj doma in v tujini, ob posebnih priložnostih še vedno nastopa (2021).
Tadej Hrušovar je s skupino nazadnje nastopil septembra 2019, zatem pa je skupina nastopala z gostujočimi pevci.

## Druge zasedbe

### Zasedba leta 2015
- Tadej Hrušovar
- Meta Močnik (zasedbi se je pridružila leta 1982)
- Sandra Klemm
- Vojko Sfiligoj

### Člani leta 2021[3]
- Vojko Sfiligoj
- Meta Močnik Gruden
- Branka Kraner
- Sandra Klemm
- Janez Goršič

## Nekdanji člani
- Ditka Haberl (solistka) (1974–1982)
- Ivo Mojzer (solist)
- Edvin Fliser (solist)
- Oto Pestner (solist)
- Dušan Velkaverh
- Žarko Mrkšić
- Oliver Antauer
- Branka Kraner (solistka 1983)
- Nada Žgur (spremljevalna skupina Strune)
- Palmira Klobas (spremljevalna skupina Strune)
- Petar Ugrin
- Boris Roškar
- Tatjana Dremelj

## Občasno sodelovanje
- Zvezdana Sterle (spremljevalna skupina Strune)
- Alenka Felicijan oz. Ivančič (Sterle) (spremljevalna skupina Strune)
- Simona Sila (spremljevalna skupina Strune)
- Borut Kocjan
- Branko Robinšak
- Peter Izlakar
- Darko Rošker
- Janez Goršič
- Črt Kanoni (spremljevalni vokal)

## Uspešnice
- Dan ljubezni
- Čuj, deklica
- Enakonočje
- Pesem za dinar
- Dekle iz Zlate ladjice

## Diskografija

### Singli
- »Enakonočje« (1974)
- »Dan ljubezni« (1975)
- »A Day of Love« (1975)
- »Pohorska brigada« (1975)
- »Moja srečna zvezda« (1976)
- »Po bitki so generali vsi« (1976)
- »Mississippi« (1977)
- »Samo tvoje ime znam« (1977)
- »Dekle iz Zlate ladjice« (1977)
- »U meni živiš ti« (1978)
- »Kad bi svi momci Mediterana« (1978)
- »Tu je Dalmacija« (1979)
- »Pesem za dinar« (1979)
- »Apuntamenti« (1980)
- »Oslušni svaki val« (1982)
- »Intima« (1983)
- »Smučajmo vsi« (1983)

### Albumi
Studijski albumi
- Dan ljubezni (1976) (različni izdaji na avdio kaseti in LP, ZKP RTV Ljubljana, LP 1102 / K-242)
- Pepel in kri (1976) (samo kaseta, ZKP RTV Ljubljana, KD 0257)[4]
- Festivali (1979) (ZKP RTV Ljubljana, LD 0485)
- Pepel in kri (1980)

Album v živo
- Koncert v Cankarjevem domu (1985) (samo kaseta, ZKP RTV Ljubljana, KD 1207) (11. marec 1984, velika dvorana kulturnega doma Ivana Cankarja)

Kompilacijska albuma
- Dan ljubezni in drugi uspehi (1980) (samo kaseta, ZKP RTV Ljubljana, KD 0242)
- Dan ljubezni (1999) (kompilacija največjih uspešnic)

### Ostalo
- Slovenska popevka 1975: Pepel in kri: Pepel in kri
- Slovenska popevka 1976: Pepel in kri: Miš v moki
- Slovenska popevka 1977: Pepel in kri: Dekle iz Zlate ladjice
- Slovenska popevka 1978: Pepel in kri: V meni živ je smeh
- Slovenska popevka 1979: Pepel in kri: Pesem za dinar
- Slovenska popevka 1980: Pepel in kri: Disko zvezda
- Slovenska popevka 1981: Pepel in kri: Prijateljstvo
- Slovenska popevka 2003: Pepel in kri: Za vse ljudi sveta
- Dani Jugoslavenske zabavne muzike - JRT - Opatija '80 - Zabavne Melodije: Pepel in kri: Naš blok posluša rock
- Dan mladosti 1982: Pepel in kri: Na Titovom putu
- 26. festival Zagreb - Večer revolucionarne i rodoljubne glazbe: Pepel in kri: Put (Jugoton, 1980)
- 29 festival Zagreb-  Branka Kraner,Oto Pestner in Pepel in kri in Zabavni orkester RTV Zagreb -Samo za tvoju ljubav
- XIV Zimske olimpijske igre Sarajevo 1984: Pepel in kri in Zabavni orkester RTV Zagreb: Pozdrav sportistima svijeta (Diskoton, 1984)
- Split 1982: Pepel in kri: Oslušni svaki val
- Split 1983: Pepel in kri: Ratujemo protiv rata
- Split 1984: Pepel in kri: Reci mi pjesmom
- Split 1985: Žarko Mamula in Pepel in kri: Portuni
- Split 1987: Pepel in kri: Balada o nama
- MESAM 1984: Žarko Mamula i Pepel in kri: Gordana (MESAM - Parada hitova, Jugoton, 1984), (Žarko Mamula ‎– Pođimo do zvijezda, Jugodisk, 1988)
- MESAM 1985: Žarko Mamula i Pepel in kri: Jedna žena (MESAM - 2. međunarodni sajam muzike - Parada hitova 1, Jugoton, 1985), (Žarko Mamula ‎– Pođimo do zvijezda, Jugodisk, 1988)
- MakFest Štip '86: Pepel in kri: Pej za ljubovta, pij za mladosta
- Skopje Fest - Festival na zabavni melodii Skopje, '75:  Пепел И Крв: Čekaj, čekaj Violeta (Antologija Makedonske zabavne glasbe)
- Skopje Fest - Festival na zabavni melodii Skopje, '78:  Пепел И Крв: Тој и таа - јас и ти (Скопје '78, Фестивал на забавни мелодии, PGP RTB, 1978)
- Пепел и Крв: Кажи Ми (Kaži mi) (Antologija Makedonske zabavne glasbe)
- Pepel in kri in Plesni orkester RTVSA: Sedam Sekretara SKOJ-a (1980, Diskoton)
- Dado Topić in Pepel in kri: Vodilja
- Oliver Dragojevič, Oto Pestner in Pepel in kri: Vjeruj u ljubav (Vjeruj u ljubav , Croatia Records, 2003)
- Oto Pestner in Pepel in kri: An American Trilogy
- Oto Pestner in Pepel in kri: Mati Tereza
- Oto Pestner in Pepel in kri: Tito (Biće uvek Tito, PGP RTB, 1985)
- Edvin Fliser in Pepel in kri: Lisička in lisjak
- Edvin Fliser in Pepel in kri: Za vse ljudi sveta
- Edvin Fliser in Pepel in kri: Verjemi srcu
- Budva 2000, VIII Mediteranski muzički festival: Pepel in kri: Muzika, muzika (AMC Adriatic, 2000)
- Pepel in kri in PORL: Žvižgaj
- Pepel in kri: Welcome to Yugoslavia (Welcome My Friend - Welcome to Yugoslavia, Jugoton, 1987)
- Pepel in kri: Welcome to Zagreb (Moj Zagreb tak imam te rad - Tebi grade moj Br. 2, Jugoton, 1990)

## Nastopi na glasbenih festivalih

### Slovenska popevka
- 1975: Pepel in kri — 3. nagrada občinstva
- 1976: Miš v moki
- 1977: Dekle iz Zlate ladjice — 3. nagrada občinstva, 3. nagrada mednarodne žirije
- 1978: V meni živ je smeh — 3. nagrada občinstva
- 1979: Pesem za dinar — 3. nagrada občinstva, 1. nagrada mednarodne žirije
- 1980: Disko zvezda
- 1981: Prijateljstvo
- 2003: Za vse ljudi sveta

### Jugovizija
- 1975: Dan ljubezni — 1. mesto
- 1976: Moja srečna zvezda — 6. mesto

### Pesem Evrovizije
- 1975: Dan ljubezni — 13. mesto (22 točk)

### Melodije morja in sonca
- 1978: Pesem morske deklice (Tadej Hrušovar - Dušan Velkaverh - Dečo Žgur) - nagrada strokovne žirije za najboljše besedilo
- 1991: Gente di oggi (z Robertom)

### Pop delavnica
- 1984: Naša pesem (predtekmovanje)

### Festival narečnih popevk
- 2003: Lisička in lisjak

### Hit festival
- 2004: Verjemi srcu (z Meto Močnik in Edvinom Fliserjem)